# Claude Abadie
Pour les articles homonymes, voir Abadie.

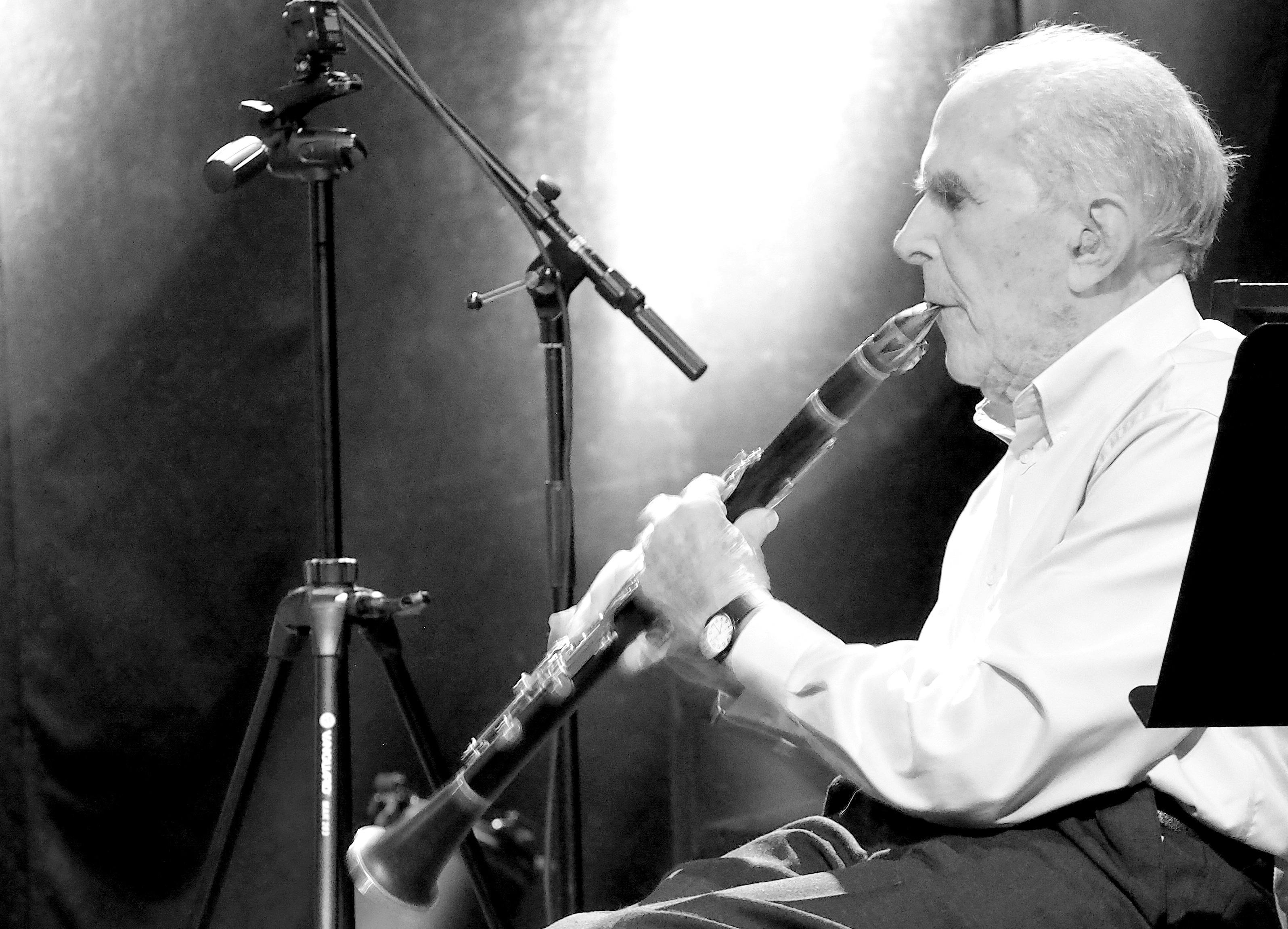

Claude Abadie, né le 16 janvier 1920 à Paris et mort le 29 mars 2020 à Suresnes, est un clarinettiste de jazz et chef d'orchestre, ainsi qu'un dirigeant d'entreprise français. 

## Biographie
Petit-fils de Jules Girardet, Claude Abadie entre à l'École polytechnique en 1938,.
Dans les années 1940, il crée un orchestre de jazz semi-professionnel avec Boris Vian et les frères de ce dernier — l'orchestre « Abadie-Vian » — qui joue dans les différents clubs de Saint-Germain-des-Prés. Dans cet orchestre, jouent des musiciens bien connus des années d'après-guerre. On y trouve, entre autres, Hubert et Raymond Fol, Christian Garros et Hubert Rostaing ; Boris Vian y joue de la trompette de 1942 à 1947.
Dans les années suivantes, il apparaît avec son propre trio, et il continue à diriger un « tentette » jusqu'en 2020.
Passionné de hockey sur gazon, il devient entraineur du Racing Club de France dans les années 1980. 
Il meurt le 29 mars 2020 à l'âge de 100 ans.

## Discographie sélective
- Nouvelle-Orléans : Boris Vian et l'orchestre Claude Abadie
- Blues for Boris (Epic)
- Jazz Time Revival New Orleans Vol. 1: Claude Luter - Claude Abadie